# Peridroma carnipennis
Peridroma carnipennis är en fjärilsart som beskrevs av Chang. Peridroma carnipennis ingår i släktet Peridroma och familjen nattflyn. Inga underarter finns listade i Catalogue of Life.